# Earl of Sefton

Familienwappen der Viscounts Molyneux und Earls of Sefton

Earl of Sefton war ein erblicher britischer Adelstitel in der Peerage of Ireland.
Familiensitze der Earls waren Abbeystead House in Abbeystead und Croxteth Hall in Liverpool, beide in Lancashire.

## Verleihung, nachgeordnete Titel und Erlöschen
Der Titel wurde am 30. November 1771 für den britischen Unterhausabgeordneten Charles Molyneux, 8. Viscount Molyneux geschaffen. Dieser hatte bereits 1759 von seinem Onkel den Titel Viscount Molyneux, of Maryborough in the Queen’s County, geerbt, der am 22. Dezember 1628 für seinen Ururgroßvater, den englischen Unterhausabgeordneten Sir Richard Molyneux, 2. Baronet, geschaffen worden war, sowie den Titel Baronet, Sefton in the County of Lancaster, der am 22. Mai 1611 in der Baronetage of England dessen gleichnamigem Vater Sir Richard Molyneux (1560–1622) verliehen worden war. Die Verleihung der Viscountcy und des Earldoms erfolgten jeweils in der Peerage of Ireland, so dass die Mitgliedschaft des Beliehenen im englischen bzw. britischen House of Commons dadurch nicht beeinträchtigt wurde. Erst dem 2. Earl, der 1795 die Titel von seinem Vater erbte und der ab 1816 ebenfalls britischer Unterhausabgeordneter war, wurde am 20. Jun 1831 in der Peerage of the United Kingdom auch der Titel Baron Sefton, of Croxteth in the County of Lancaster, verliehen, wodurch er aus dem House of Commons ausschied und einen Sitz im britischen House of Lords erhielt. Alle genannten Titel erloschen schließlich beim kinderlosen Tod von dessen Urururenkel, dem 7. Earl, am 13. April 1972.

## Liste der Viscounts Molyneux und Earls of Sefton

### Viscounts Molyneux (1628)
- Richard Molyneux, 1. Viscount Molyneux (1594–1636)
- Richard Molyneux, 2. Viscount Molyneux (1620?–1654)
- Caryll Molyneux, 3. Viscount Molyneux (1622–1699)
- William Molyneux, 4. Viscount Molyneux (1655–1717)
- Richard Molyneux, 5. Viscount Molyneux (1679–1738)
- Caryll Molyneux, 6. Viscount Molyneux (1683–1745)
- William Molyneux, 7. Viscount Molyneux (1685–1759)
- Charles Molyneux, 8. Viscount Molyneux (1748–1794) (1771 zum Earl of Sefton erhoben)

### Earls of Sefton (1771)
- Charles Molyneux, 1. Earl of Sefton (1748–1794)
- William Molyneux, 2. Earl of Sefton (1772–1838)
- Charles Molyneux, 3. Earl of Sefton (1796–1855)
- William Molyneux, 4. Earl of Sefton (1835–1897)
- Charles Molyneux, 5. Earl of Sefton (1867–1901)
- Osbert Molyneux, 6. Earl of Sefton (1871–1930)
- Hugh Molyneux, 7. Earl of Sefton (1898–1972)